# Roberto III de Beaumont
Roberto III de Beaumont ou Roberto de Breteuil (c. 1130 — 1190), também conhecido como Mãos brancas, foi terceiro conde de Leicester (1168-1190), e um importante barão anglo-normando, tendo sido um dos principais apoiantes do príncipe Henrique, o Jovem durante a revolta de 1173-1174 contra Henrique II.

## Descendência
Roberto casou com Petronila de Grandmesnil (m. 1212), antes de 1155. Tiveram estes filhos:
- Guilherme (m. 1189/1190);
- Roberto IV de Beaumont, conhecido como Roberto de Breteuil (m. outubro de 1204), sucedeu a seu pai como conde de Leicester, marido de Laureta de Briouse;
- Rogério(m. após 1198/1202), eleito bispo de S. Andrews e chanceler da Escócia em 1189;
- Amícia (m. 3 ou 10 de setembro de 1215), seu primeiro marido foi Simão de Montfort, cujo filho Simão IV de Monforte se tornaria no 5º conde de Leicester. Depois de sua morte, se casou com Guilherme II de Barres, conde de Rochefort e senhor d’Oissery e de Ferté-Alais, e teve dois filhos;
- Margarida (m. 1235), esposa de Saer de Quincy, 1.° conde de Winchester, com quem teve oito filhos;
- Avoise,  freira em Nuneaton;
- Petronila